# Гевйон
Гевйон, або Гефйон (Gefyon — «той, хто дарує»; також Gefjon, Gefjun, Gefn) — в скандинавській міфології богиня плодючості, одна з асів, діва, якій служать померлі дівчата. В Едді зберігся переказ, що Гевйон, жінка з роду асів, отримала від конунга Швеції Гюльві в дар за цікаві розповіді стільки землі, скільки можна зорати на 4 биках за одну добу. Гевйон перетворила на биків своїх синів, народжених від велетня, й вони провели таку глибоку борозну, що відрізали від Швеції великий шматок землі, який Гевйон назвала островом Зеландія. На місці ж цієї землі виникло озеро Меларен, а проритий канал став протокою Ересунн. Припускають, що історичною основою міфу є переселення данів зі Швеції до Данії у III—IV століттях.
В Сазі про Інглінгів оповідається, що Гевйон вийшла заміж за сина Одіна Скйольда й жила разом з ним на острові Зеландія в місті Глейд (суч. Лайре, неподалік Роскілле).
гевйон асоціюється з землеробством, цнотливістю та успіхом. Дівчата, які помирали незайманими, ставали її почтом у загробному житті, тому вона характеризується як богиня чеснот, але, всупереч усьому, вона була й богинею достатку. Крім того, «гефн» — одне з імен Фреї — давньоскандинавської богині плодючості, кохання та краси.
В Копенгагені знаходиться скульптура з фонтаном, присвячена Гевйон.